# Grynig vårtlav
Grynig vårtlav (Staurothele areolata) är en lavart som först beskrevs av Erik Acharius, och fick sitt nu gällande namn av Lettau. Grynig vårtlav ingår i släktet Staurothele och familjen Verrucariaceae.  Arten är reproducerande i Sverige. Inga underarter finns listade i Catalogue of Life.